# Alexander Prechtel
Alexander Prechtel (* 28. August 1946 in München) ist ein deutscher Jurist. Er war von 1990 bis 1999 Generalstaatsanwalt von Mecklenburg-Vorpommern.

## Leben
Prechtel studierte Rechtswissenschaft an der Georg-August-Universität in Göttingen und wurde am 2. Mai 1965 Mitglied der Curonia Goettingensis.  Nach seinem Referendariat erhielt er eine Stelle als Staatsanwalt bei der Staatsanwaltschaft Lübeck, die er dort mit Wirkung vom 4. April 1975 antrat. Reichlich drei Jahre später wurde Prechtel zum Staatsanwalt mit Planstelle bei der Staatsanwaltschaft Lübeck ernannt. Während seiner Tätigkeit in Lübeck war Prechtel unter anderem für politisch motivierte Straftaten an der innerdeutschen Grenze im Zuständigkeitsbereich der Staatsanwaltschaft Lübeck zuständig. Dabei war er unter anderem mit dem Fall Michael Gartenschläger befasst. Nach einer Abordnung als wissenschaftlicher Mitarbeiter an den Bundesgerichtshof in Karlsruhe wirkte Prechtel mit Wirkung 31. Dezember 1982 zunächst als Regierungsdirektor bei der Bundesanwaltschaft.
Am 31. Oktober 1984 wurde Prechtel zum Oberstaatsanwalt am Bundesgerichtshof ernannt. Überdies war er langjähriger Pressesprecher und persönlicher Referent sowie Leiter des Büros von Generalbundesanwalt Kurt Rebmann. Dieser entließ Prechtel in seiner Funktion als Pressesprecher Anfang Mai 1989 auf Druck des damaligen Staatssekretärs im Bundesministerium der Justiz Klaus Kinkel. Prechtel soll damals für Indiskretionen verantwortlich gewesen sein, die den Umgang der Bundesregierung mit inhaftierten Mitgliedern der Rote Armee Fraktion betrafen. Dieser Umgang missfiel dem charismatischen Generalbundesanwalt Rebmann, aber statt ihm musste Prechtel seinen Posten räumen. Dennoch blieb Prechtel in Rebmanns Umfeld, so reiste er mit dem Generalbundesanwalt im Dezember 1989 nach Leipzig, um das Gebäude des ehemaligen Reichsgerichtes zu besichtigen.
Seit Frühjahr 1990 war Prechtel mit dem späteren Generalbundesanwalt Kay Nehm mit der Aufgabe betraut, die Behörde des Generalstaatsanwaltes der DDR und des Militärstaatsanwaltes der DDR aufzulösen. Zum 2. Oktober 1990 wurde Prechtel die Behörde vom letzten DDR-Generalstaatsanwalt Günter Seidel übergeben.
Nach den Landtagswahlen am 20. Oktober 1990 entstand bei den neu zu bildenden Landesregierungen der Neuen Länder ein erheblicher Personalbedarf. Das im Aufbau befindliche Justizministerium des Landes Mecklenburg-Vorpommern in Schwerin fragte Anfang November bei Prechtel an, ob er Generalstaatsanwalt in Mecklenburg-Vorpommern werden wolle. Nach seiner Zusage wirkte Prechtel nach seiner Ernennung durch den damaligen Justizminister Mecklenburg-Vorpommerns Ulrich Born zunächst in Schwerin. Da in Deutschland aber traditionell der oberste Richter und der oberste Ankläger durch eine andere Ortswahl ihre Unabhängigkeit von der Regierung demonstrieren, wurde letztlich Rostock als Sitz für das Oberlandesgericht Rostock und die Generalstaatsanwaltschaft ausgewählt.
Ministerpräsident und Justizminister Harald Ringstorff versetzte den politisch unliebsam gewordenen politischen Beamten Prechtel im August 1999, für diesen überraschend, in den einstweiligen Ruhestand und begründete dies damit, dass das notwendige Vertrauensverhältnis zwischen der Landesregierung und Prechtel nicht mehr bestünde.
Nach seiner Entlassung war Prechtel als selbstständiger Unternehmensberater tätig. Anlässlich der Wahl zum Abgeordnetenhaus von Berlin 2001 holte der CDU-Kandidat Frank Steffel Prechtel als justizpolitischen Berater in sein Wahlkampfteam.
Heute arbeitet Alexander Prechtel in einer Anwaltskanzlei in Bentwisch bei Rostock, ehrenamtlich war er von 2000 bis 2019 im Ortsbeirat für Warnemünde und Diedrichshagen tätig, davon die letzten zehn Jahre als Vorsitzender.